# Paracles valstana
Paracles valstana là một loài bướm đêm thuộc phân họ Arctiinae, họ Erebidae.